# Шахбузский заповедник
Шахбузский заповедник создан в 2003 году на 3139 га административной площади Шахбузского района Нахчыванской Республики.

## Цель создания
Заповедник создан с целью сохранения редких и исчезающих видов флоры и фауны.

## Флора и Фауна
На Батабатской территории в основном развит горно-полевой ландшафт. Основу флоры этой территории составляют лекарственные растения. Фауна представлена такими птицами как куропатка, широкохвостый соловей, и такими млекопитающими как бурый медведь, барсук, рысь и др.